# 오야마다이역
오야마다이역(일본어: 尾山台駅, おやまだいえき)은 일본 도쿄도 세타가야구에 있는 도쿄 급행 전철의 역이다. 역 번호는 OM12이다.

## 역 구조
상대식 승강장 2면 2선의 지상역이다.
개찰구는 후타코타마가와, 미조노쿠치 방면의 승강장과 오이마치 방면 승강장에 각각 1곳씩 있다. 이 두 개의 승강장은 개찰 내에서 이동은 못하고 한쪽의 승강장으로 갔을 때 한 번 개찰구에서 나와서 건널목을 건너간 뒤 다시 개찰구에 들어가야 한다.
2009년 여름경에는 대합실이, 가을쯤에는 도큐에서 최초의 "스레드 라인"이 설치되었다. "스레드 라인"은 급행 열차 통과시에만 가동하여 점멸하겠끔 작동되고 있다. 2016년 여름경에는 스크린도어 설치로 인하여 "스레드 라인"이 폐지되었다.
2014년, "도쿄 도시대학 세타가야 캠퍼스 앞"이라는 시설 안내 간판이 승강장 내 역명판에 게시되었다.

### 승강장
| 승강장 | 노선        | 방향 | 행선                                              |
| ------ | ----------- | ---- | ------------------------------------------------- |
| 1      | 오이마치 선 | 하행 | 후타코타마가와・미조노쿠치 방면                   |
| 2      | 오이마치 선 | 상행 | 지유가오카・오오카야마・하타노다이・오이마치 방면 |

## 역 주변
- 해피 로드 오야마다이 상점가
- 오야마다이 기타구치 상점가
- 오야마다이 지역 체육관
- 오야마다이 도서관
- 세타가야 구 다마가와 보건 복지 센터
- 세타가야 구립 오야마다이 중학교
- 세타가야 구립 오야마다이 초등학교
- 오야마다이 역전 우체국
- 도쿄 도시대학(구, 무사시 공업대학) 세타가야 캠퍼스

## 역사
- 1930년 4월 1일: 섬식 승강장 1면 2선의 역으로 영업 개시.
- 1964년 4월 1일: 상대식 승강장 2면 2선의 구조로 개축함.

## 인접역
| 도쿄 급행 전철 오이마치 선   | 도쿄 급행 전철 오이마치 선                                                | 도쿄 급행 전철 오이마치 선     |
| ---------------------------- | ------------------------------------------------------------------------- | ------------------------------ |
| OM 11 구혼부쓰 오이마치 방면 | □ 각역정차 (후타코신치, 다카쓰 통과) ■ 각역정차 (후타코신치, 다카쓰 정차) | 도도로키 OM 13 미조노쿠치 방면 |